# Brujas en Cataluña

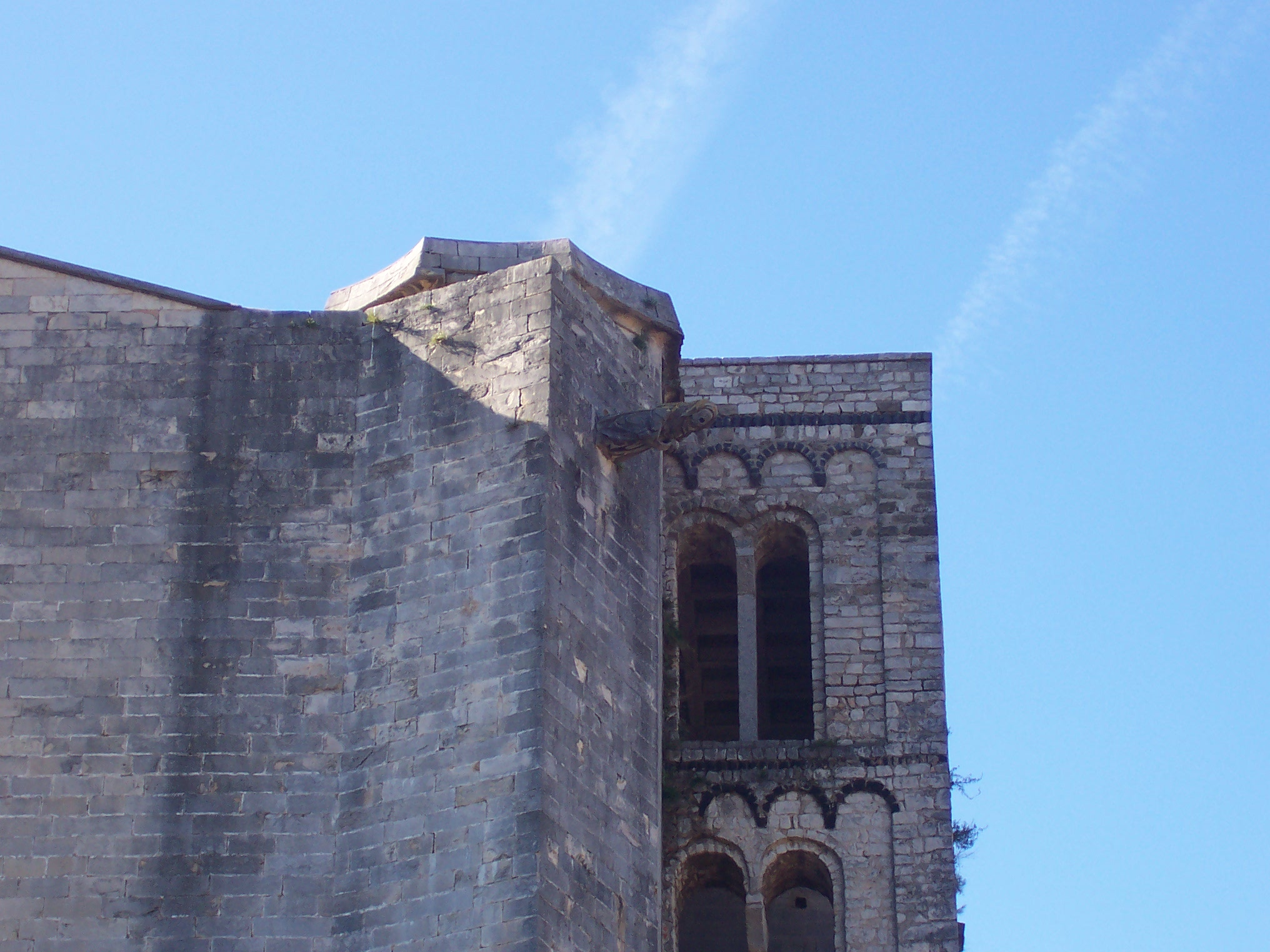
La bruja de la Catedral de Gerona

En la cultura popular catalana, hay un gran número de leyendas sobre el personaje de la bruja, muchas de ellas comunes a las de otros pueblos de Europa. En el imaginario popular, la bruja es una mujer que, por medio de un pacto con el demonio, ha conseguido poderes sobrenaturales que utiliza en beneficio propio o con finalidades maléficas. Durante la Edad Media, eran comunes estas creencias entre la población y se utilizaba a las brujas como cabeza de turco de todas las calamidades, o para marginar, encarcelar e incluso ejecutar a las personas, sobre todo mujeres, que no encajaban en el orden social establecido.
Hoy en día, las creencias sobre brujas han perdido protagonismo entre la población en general, y mucha gente suele ver la bruja como un personaje popular entrañable, que aparece en los cuentos infantiles o en actos relacionados con las fiestas populares, como el Aquelarre de Cervera. Incluso se han constituido pandillas de brujas, integradas exclusivamente por mujeres, paralelas y equivalentes a las pandillas de diablos.

## Contexto histórico
La persecución fue muy intensa en Cataluña, también muy antigua. No obstante, a diferencia del resto de Europa, no hay noticias suficientes para hablar de una persecución sistemática antes de inicios del siglo XVII.
En Cataluña no fue la Inquisición la  de perseguir, interrogar, torturar y eliminar a las brujas, como ocurría en otros territorios de la península ibérica, sino que fueron los señores y los tribunales locales. Se encargaba a un profesional cazador de brujas que determinara si una persona lo era o no. Para hacerlo la desnudaba, le echaba agua bendita en las espaldas y si le salía en el hombro una señal, la marca del demonio, aquella mujer era acusada. Otro método era tildar de brujas aquellas que no tenían pelo en las axilas, señal inequívoca que habían usado ungüentos para volar. En los interrogatorios se torturaba hasta conseguir la confesión y el siguiente paso era la horca. 
En el siglo XIV se registran los primeros procesos a hechiceras y adivinos, con penas leves en la mayoría de los casos: ayunos, amonestaciones u órdenes de peregrinar a Montserrat. 
En 1427, tuvo lugar en Amer un caso grave de brujería. Se cuenta que en este año se habían producido fuertes terremotos en este pueblo y en otros puntos de la comarca de Gerona. Se culpó a una mujer llamada Margarida, acusada de invocar al demonio y de hacer sacrificios con niños muertos. Este caso fue parado por el inquisidor Francesc Sala, quien no creyó en tales acusaciones.
Durante la Edad Moderna, sobre todo en la segunda mitad del siglo XVI y primera del siglo XVII, se llevó a cabo una persecución bastante considerable de mujeres acusadas de brujería. Se trataba, sobre todo, de persecuciones promovidas por personas del pueblo, ante las cuales a menudo la Santa Inquisición tuvo que intervenir para garantizar, en muchos casos, un proceso justo.
Entre los años 1616 y 1622, unas cuatrocientas mujeres de toda Cataluña fueron acusadas y ajusticiadas por el hecho de ser consideradas brujas. Siempre se ha creído en la existencia de personas con poderes sobrenaturales, pero fue a comienzos del XVII cuando se realizó la mayoría de procesos, en un contexto de crisis social, económica y religiosa.
La represión comenzó a menguar tan de repente como se inició alrededor del año 1622, aunque todavía hubo algunas oleadas represivas entre los años 1626 y 1627. En el año 1643 treinta y dos mujeres de la comarca de Capcir (Cataluña Norte) fueron acusadas de brujería, aunque finalmente fueron liberadas por el obispo de Alet.
Muchas de las mujeres que murieron colgadas eran simplemente curanderas o comadronas. Sin embargo, la población creía en la existencia de brujas y en su poder para hacer daño y se protegía con diferentes métodos: bendecía o perfumaba objetos y casas, pintaba las ventanas de morado, ponía cruces de palma a la puerta, no dejaba nunca las masías solas, tenía siempre pan en el cajón, lavaba la ropa interior con agua de siete fuentes diferentes, no dejaba nunca recortes de uñas ni cabellos en el suelo, se ponía la camisa al revés o tocaba campanas para evitar tormentas. En cambio, puede ser difícil de creer que las brujas hicieran pactos con el demonio, se transformaran en animales o volaran. Quizás por eso la brujería puede ser definida como una mezcla entre ficción y realidad.

## El mundo de las brujas
La sociedad medieval creía en el poder de la magia y muchos de sus miembros la practicaban. Las finalidades perseguidas eran muy diversas: desde curar o proteger hasta adivinar el futuro, descubrir objetos y hechos ocultos, propiciar el amor y el deseo o perjudicar la salud o el patrimonio de otras personas. 
Muchas mujeres eran acusadas de hacer pactos con el demonio para que éste las dotara de poderes sobrenaturales. Se reunían en juntas o encuentros, realizaban el ritual de iniciación y pasaban así a ser brujas para cumplir los juramentos: renegar de la fe cristiana y hacer todo el mal posible.
Algunos de los delitos eran hacer daño a través de conjuros, con la mirada o con alimentos y objetos embrujados, provocar accidentes en el campo, a los labradores o al ganado. Los más temidos por la población eran los relacionados con los fenómenos meteorológicos: provocar granizadas, fuertes lluvias, heladas, niebla. 
El pacto con el demonio
Se creía que las brujas obtenían sus poderes mediante un pacto con el demonio. Existen muchas leyendas sobre los detalles de la ceremonia. Además, el demonio les otorgaba los poderes y las hacía inmortales.
La marca del demonio
Se solía creer que las brujas tenían una marca característica en la piel, fruto de su pacto con el demonio. Según las creencias populares, esta marca podía tomar muchas formas, como una verruga.
Los poderes de las brujas
Gracias a su pacto con el demonio, las brujas tenían poder para hacer toda clase de maldades. También era creencia popular que podían volar a caballo de horcas o de escobas. 
Fechas señaladas
Hay fechas señaladas en que se creía que las brujas celebraban grandes reuniones o aumentaban su poder. Las más conocidas son la noche de Todos los Santos y la noche de San Juan.

## Cazadores de brujas
Cuando una autoridad sospechaba que en algún sitio se producía un brote de brujería, normalmente enviaban unos personajes llamados “los familiares de la Inquisición” a espiar a la sospechosa. Estos “familiares” no llevaban ningún distintivo visible ni uniforme. Cuando a una comunidad llegaba un personaje desconocido todo el mundo suponía lo que era, por lo tanto la gente callaba y se apartaba de ellos.
El más afamado se llamó Cosme Soler, labrador, natural del Mas de Tarragona, obispado de Urgell, y conocido por ese motivo como Tarragó. Converso, investigado por la Inquisición, disponía de conocimientos de herbología. Se jactaba de poder descubrir la marca del Diablo en los cuerpos de las acusadas: una marca en forma de pata de gallo. En los interrogatorios, Tarragó confesó que, por sus denuncias, habían sido condenadas a la horca y ejecutadas doce mujeres. 
Laurent Calmell, un adivino de origen francés, conocido con el mote de Bruixot, denunció unas 200 mujeres en los condados de Rosellón y Cerdaña, veinte de las cuales fueron colgadas. En 1619 fue detenido por la Inquisición de Barcelona y condenado a galeras por diez años.

## Las brujas en la geografía catalana
En toda la geografía de Cataluña , existen leyendas de brujas, o lugares relacionados con la práctica de la brujería.
- En Dosrius: Cuando el rector preparaba la comunión, le aterrizó la bruja a los pies. La bruja, enfadada, se llevó la caldereta de los asperges. La encontraron, abollada en un lugar lejano.
- En Gerona: Una de las gárgolas de la catedral es una bruja que dicen que pasó con el saco de las granizadas en el instante en que sonaban las campanas. Ella y granizada quedaron petrificadas por siempre jamás.
- En Granollers: El rector Josep M. mató dos mujeres acusadas de brujería en la Iglesia de Sant Esteve.
- En La Quart: Las noches de luna vieja hace bailar a los duendes de la comarca. El resto del tiempo hila lana y viaja para ver a las vecinas.
- En Vallgorguina: Vive bajo la Piedra Gentil. Desde allí convoca a otras brujas para hacer granizar.
- En Vilopriu: Un día que en Vilopriu hubo una gran granizada, se escuchó como por encima de las nubes decían: "¡Pepa, gírate por aquí!". Lanzaron unos cuantos disparos a la nube con balas benditas. Al día siguiente la sastra del pueblo, que se llamaba Pepa, compareció con la pierna rota.
- En Arenys de Munt: Un cura dio una patada, y el zapato voló nubes arriba. Lo encontraron más allá del término y todo magullado.
- En el Canigó: Se reúnen en la cumbre del Tretzevents. Desde allá llaman las granizadas golpeando tres veces con una verga encima del estanque de Calandrá.
- En Llers: Encabezaron una expedición de todas las brujas del Ampurdán para aterrorizar al campanero de Figueres. El campanero reaccionó a tiempo, pero, todavía ahora, el campanario esta partido. Estas leyendas son evocadas por el poeta Carles Fages de Climent en su poemario Las brujas de Llers, ilustrado por Salvador Dalí.
- En Sarroca de Bellera: Se llevó un bebé sin que nadie se diera cuenta.
- En Tarrasa: Se juntan en el Pla del Bonaire y provocan granizadas orinando juntas en un agujero y picando el líquido con unas vergas.
- En Vallbona de las Monjas: Viven en cuevas que hay en un cerro cercano. Siempre van desmelenadas y sólo se peinan cuando llueve y hace sol. De aquí viene la canción "llueve y hace sol las brujas se peinan".
- En Molins de Rey: Iban a un claro del bosque a realizar los más oscuros designios, el llano donde iban es conocido como el Pla de les Bruixes, ahora ya está dentro de la población.
- En Cervera: Había una bruja que se llamaba Magdalena, a la que colgaron acusada de mezquindaz y brujería; todas las brujas se encontraban en el Callejón de las Brujas, construido en el siglo XIII, y hasta finales del siglo XIV no le cambiaron el nombre por el que tiene en la actualidad. El nombre se debe a su gran concentración de brujas; los días señalados para encontrarse eran las noches de luna llena. Cada año se hace una fiesta llamada Aquelarre para recordar a las brujas que habían habitado este pueblo del Centro de Cataluña.
- En el Pedraforca: Las brujas saltan y bailan por encima de las aulagas el día de Sant Silvestre (31 de diciembre).
- En Arbucias: Se dice que todas las mujeres son brujas por el hecho de haber nacido. De aquí viene el dicho Arbucias, doce mujeres, trece brujas.
- En Viladrau: El 2 de noviembre de 1617 hubo un gran encuentro de brujas provenientes de todo Osona en San Segimon. Según los habitantes de aquella época el encuentro fue la causa de las grandes tormentas y granizadas que castigaron la zona con grandes inundaciones. El 31 de octubre por la noche se celebra el Baile de Brujas, una escenificación teatral basada de estos hechos del siglo XVII.

## Localidades donde constan juicios y ejecuciones de brujas
Contra lo que es creencia popular, en Cataluña no se quemaban las mujeres condenadas por bruja, sino que las ahorcaban en la plaza del pueblo. Constan juicios y ejecuciones en las localidades siguientes:
- Calders (Moyanés): Fueron ejecutadas cinco mujeres del mismo pueblo y del vecino de Viladecavalls de Calders.
- Caldas de Montbui (Vallés Oriental): En mayo de 1619 fueron enjuiciadas, condenadas a muerte y ejecutadas Antonia Puig Braga, Margarida Pujolrás, Margarida Mimó Casavellor (Margarida Mimona), Montserrada Durrius, Caterina David, Úrsula Roca Beya, María la gabacha, Elisabet Rossell, Magdalena Vadrena, Na Durges y Na Sobragan. En 1620 fueron detenidas cinco mujeres más, de las cuales Eulalia Ursula fue la única que se salvó, liberada, después de ser condenada a muerte. Tenía sólo 18 años.
- Castellar del Vallés: Fueron condenadas a muerte y ejecutadas Violant Carnera, Eulalia Olivos Saulet y Jerónima Montada
- Castelltersol (Moyanés): Fueron enjuiciadas, torturadas (así  obtenían la confesión) y condenadas a muerte Elisabet Cerdá (na Cerdana, viuda) y Joana Carrera (Carrereta) abril de 1620.
- La Garriga (Vallés Oriental): mayo de 1619. Procesada y condenada a muerte Margarida Codonyera
- Granera (Moyanés): En noviembre de 1619 fueron torturadas y enjuiciadas Antonia Salamó y Joana Oliver.
- Montseny (Vallés Oriental): mayo de 1619. Fue torturada y ajusticiada Margarita Font, la Gavaxona.
- Palau-Solità (Vallés Occidental) 30 de noviembre de 1619 Francina Marrast, viuda de 60 años y gavatxa. Fue torturada y ahorcada.
- Sabadell (Vallés Occidental): En enero de 1620 fueron torturadas y enjuiciadas Joana Sol y Guilleuma Roberta, gavatxes.
- San Felíu Saserra (Bages): Entre 1618 y 1648 se procesaron 23 mujeres y al menos 6 de ellas fueron ejecutadas.[4]
- Sant Miquel de Toudell (actualmente Viladecavalls, en el Vallés Occidental): El 22 de noviembre de 1619 se detuvo a Ramona Trae, acusada de brujería. Fue trasladada a la prisión de Caldes de Montbui, donde murió colgada el 4 de junio de 1620.[5]
- Senmanat (Vallés Occidental): abril de 1620. Eulalia, detenida el 22 de abril de 1620 y condenada a muerte por la justicia local. Fue colgada en Caldes de Montbui el 4 de junio de 1620.
- Tarrasa (Vallés Occidental): mayo de 1619. Fueron torturadas, procesadas, condenadas y ahorcadas 6 mujeres: Joana Toy, Margarida Tafanera, Joana Sabina, Miquela Casanovas (la Esclopera), Eulàlia Totxa y Guilleuma Font (Mirabunda).
- Toralla (Pallars Jussá): Fueron torturadas y enjuiciadas siete mujeres, además de un hombre, de ellas cuatro fueran colgadas en la horca: Cebriana Polvorera, Pere de Françoy, Eularia Pellicera, Joana Françoya y Joana Bertomeua de Erinyà, Elisabet de Monic y Margarida Thomasa de Serradell, y Caterina Colometa de Toralla. Cebriana Polvorera y Elisabet de Monic fueron condenadas quién illam suspençam reliquit in furca presentibus dictes testibus te copiosa multitudine (que ella suspendida quede en la horca presentes los testigos mencionados y una copiosa multitud). Pere Françoy, Caterina Colometa y Joana Bertomeua fueron condenados al exilio de los dominios de la Varvassoria de Toralla: in perpetuum exilium a toda dicta varvessoria. Margarida Thomasa fue condenada a prisión y a ser vigilada por los parroquianos, como Joana Françoya, y no colgada a la horca por el hecho de estar preñada. Eularia Pellicera fue absuelta y liberada.
- Viladrau: es el pueblo donde más mujeres, un total de 14, fueron condenadas por brujas y ejecutadas en la horca. En 1619 fueron detenidas ocho mujeres más todas fueron ejecutadas y una logró huir, Linam con tan sólo 16 años y tras una búsqueda fallida la creyeron muerta.